# Conclave de 1774-1775
 (décembre 2020).
Si vous disposez d'ouvrages ou d'articles de référence ou si vous connaissez des sites web de qualité traitant du thème abordé ici, merci de compléter l'article en donnant les références utiles à sa vérifiabilité et en les liant à la section « Notes et références ».
Le conclave de 1774-1775 fait suite au décès du pape Clément XIV le 22 septembre 1774 et conduit à la désignation comme pape de Giovanni Angelo Braschi, qui choisit comme nom Pie VI, le 15 février 1775.
Ce très long conclave est marqué  par la difficile recherche d'un compromis entre les quarante-quatre cardinaux présents (sur 55 ; sur les onze absents deux sont morts pendant qu'il était en cours.) La division entre zelanti et politiques des diverses cours. Les zélantis  bloquent les candidats anti-jésuites et les partis se neutralisent, refusant d'élire un zelanti même modéré (le cardinal Giovanni Carlo Boschi est victime de leur veto). La France finit par faire converger les voix sur un zelanti modéré qui accepte l'interdiction des Jésuites, Giovanni Angelo Braschi.

## Les partis en présence dans le Sacré Collège
Comme lors des conclaves précédents, la division principale du sacré collège opposait deux groupes, les zelanti et les politiques: les pro-jésuites des Italiens de la curie, (zelanti)  étaient favorables à une papauté non soumise aux influences des princes séculiers. Les politiques étaient proches des cours européennes qui avaient le droit de veto (Habsbourg et des Bourbon). Les anti jésuites avaient gagné les conclaves précédents et fait arrêter le père Ricci.
Le conclave risquait de se bloquer entre les deux partis. On pouvait toutefois compter sur la modération de Louis XVI soucieux de l'unité de l'église, et d'un compromis possible grâce à de nombreux cardinaux qui n'étaient pas affiliés à une faction. De plus, les Zelanti étaient assez divisés entre modérés et radicaux, et les politiques étaient en fait constitués de plusieurs blocs nationaux, aux intérêts et aux représentants peu homogènes. Aucun favori ne se dégageait donc. Plus de trente cardinaux étaient papables. Le Cardinal Colonna, un modéré, était le leader des Zelanti. Deux membres de la famille Rezzonico, Giovanni Battista et Carlo Rezzonico, le camerlingue, dirigeaient la faction la plus radicale. Deux membres de la famille Albani, Gian Francesco et Alessandro (Doyen et Protodiacre) dirigeaient les plus modérés. En face, le cardinal français De Bernis, ambassadeur de Louis XVI, représentait les vues de la France, Cardonna, celles de Charles III d'Espagne, Orsini, celles de Ferdinand de Sicile et de Naples, tandis que le parti Habsbourg de Marie Thérèse et de Joseph II était représenté par Migazzi et Corsini.

## Un très long conclave
Le conclave fut ouvert le 5 octobre 1774, avec seulement 28 cardinaux, ceux de la Curie principalement. Cela avantageait les Zelanti du cardinal Colonna qui essayèrent par la voix du Cardinal d'York et du Camerlingue C. Rezzonico de faire délivrer le Père Ricci. Mais la faction antijésuite fut assez forte pour l'empêcher et elle se renforça au fur et à mesure des arrivées des représentants des grandes cours européennes: les cardinaux furent 39 à la mi décembre. Il y avait au moins un vote par jour, mais le conclave fut infructueux pendant l'automne, parce que les Zelanti ne pouvaient faire obtenir à M. Colonna, la majorité nécessaire des deux tiers. Les autres candidats mis en avant par la majorité projésuite du Sacré Collège furent également refusés par les représentants des cours européennes. Les Bourbons mirent même clairement leur veto contre la candidature de Giovanni Carlo Boschi.
Mais les politiques ne parvinrent pas non plus à s'entendre sur un nom. L'Espagne voulait Pallavicino, et les Habsbourg préféraient l'ancien nonce de Vienne, Visconti. Durant l'hiver 1774, on repoussa aussi la suggestion de l'ancien nonce en France, l'influent Cardinal Giraud, qui proposait le Zélanti modéré Cardinal Giovanni Angelo Braschi, âgé de seulement 57 ans, qui pouvait faire figure de compromis, car le Cardinal de Bernis considérait que la Cour de France pourrait l'accepter. Mais De Bernis et les politiques des autres cours préférèrent faire échouer cette candidature pour tenter de faire élire l'un des leurs. L'échec en janvier 1775 des cardinaux pro espagnols, pro Habsbourg ou d'autres factions des politiques, (Migazzi, Borromeo, Caracciolo, Pallavicino and Visconti) montra que les Zelanti s'opposeraient à l'élection d'un politique. Le Cardinal Zelada tenta alors de proposer le choix du pape par un groupe élu de six cardinaux, trois de chaque parti, mais cela échoua aussi.
Pour sortir de l'impasse, les cardinaux français de Bernis et Luynes finirent par se convaincre que la seule solution acceptable était de revenir à la candidature du Cardinal Braschi. Les voix des modérés du Cardinal Albani et du parti profrançais se joignirent sur son nom. Ce fut le tournant du conclave. Restait à atteindre la majorité des deux tiers. Ce ne fut pas aisé. Les zelanti les plus radicaux refusaient de négocier avec les cours, et l'Espagne et le Portugal, au contraire, refusaient d'avoir un partisan des jésuites sur le trône de Saint Pierre. Le Cardinal Zelada (zelanti), qui avait proposé une médiation et le Cardinal de Bernis (politique) se chargèrent  de convaincre les réticences de leurs groupes respectifs.
Le ralliement des zelanti fut obtenu sans trop de mal, ainsi que celui de l'Espagne, car Pallavicino le candidat espagnol déclara qu'il n'accepterait pas la tiare et qu'il soutenait Braschi. Les autres factions antijésuites acceptèrent son élection quand ils obtinrent la certitude qu'il ratifierait l'interdiction des Jesuites, qu'il proclamait son amitié pour les maisons royales et qu'il se laisserait guider par les cours dans la distribution des offices.

## Élection de Pie VI
Le 15 février 1775, après 134 jours au 265e tour de scrutin, le cardinal Giovanni Angelo Braschi fut élu pape avec l'unanimité des suffrages (en dehors du sien qui selon la tradition alla au Doyen Gian Francesco Albani qui le couronna le 22). Il décida de s'appeler Pie VI, en l'honneur de Saint Pie V.

## Participants
- Gian Francesco Albani Cardinal-évêque de Porto e Santa Rufina
- Henry Benedict Stuart  Cardinal-évêque de Frascati
- Fabrizio Serbelloni Cardinal-évêque d'Ostia e Velletri
- Carlo Rezzonico Cardinal-évêque de Sabina, commendatario de S. Marco; Camerlingue de la Sainte Église
- François-Joachim de Pierre de Bernis Cardinal-évêque d'Albano
- Carlo Vittorio Amedeo delle Lanze  Cardinal-prêtre de S. Prassede
- Vincenzo Malvezzi  Cardinal-prêtre de SS. Marcellino e Pietro
- Antonino Sersale  Cardinal-prêtre de S. Pudenziana
- Francisco de Solís Folch de Cardona  Cardinal-prêtre de SS. XII Apostoli
- Paul d'Albert de Luynes  Cardinal-prêtre de S. Tommaso in Parione
- Girolamo Spinola  Cardinal-prêtre de S. Balbina
- Giuseppe Maria Castelli  Cardinal-prêtre de S. Alessio
- Gaetano Fantuzzi Cardinal-prêtre de S. Pietro in Vincoli
- Marcantonio Colonna Cardinal-prêtre de S. Maria della Pace
- Andrea Corsini (September 24, 1759)  Cardinal-prêtre de S. Mateo in Via Merulana
- Christoph Anton von Migazzi von Waal und Sonnenthurn  Cardinal-prêtre
- Simon Buonaccorsi (July 18, 1763) — Cardinal-prêtre de S. Giovanni a Porta Latina
- Giovanni Ottavio Bufalini  Cardinal-prêtre de S. Maria degli Angeli
- Giovanni Carlo Boschi  Cardinal-prêtre de SS. Giovanni e Paolo
- Ludovico Calini Cardinal-prêtre de S. Stefano al Monte Celio, Camerlingue du Sacré Collège
- Antonio Colonna Branciforte  Cardinal-prêtre de S. Maria in Via
- Lazzaro Opizio Pallavicino  Cardinal-prêtre de SS. Nereo ed Achilleo; Cardinal secrétaire d'État
- Vitaliano Borromeo Cardinal-prêtre de S. Maria in Aracoeli
- Pietro Pamphli  Cardinal-prêtre de S. Maria in Trastevere
- Urbano Paracciani Rutili  Cardinal-prêtre de S. Callisto
- Mario Marefoschi Compagnoni Cardinal-prêtre de S. Agostino
- Scipione Borghese Cardinal-prêtre de S. Maria sopra Minerva
- Antonio Eugenio Visconti Cardinal-prêtre
- Bernardino Giraud  Cardinal-prêtre de SS. Trinita al Monte Pincio
- Innocenzo Conti  Cardinal-prêtre
- Gennaro Antonio de Simone Cardinal-prêtre de S. Bernardo alle Terme
- Francesco Carafa di Traetto Cardinal-prêtre de S. Clemente
- Francesco Saverio de Zelada  Cardinal-prêtre de S. Martino ai Monti
- Giovanni Angelo Braschi  Cardinal-prêtre de S. Onofrio
- Alessandro Albani Cardinal-diacre de S. Maria in Via Lata
- Domenico Orsini d'Aragona Cardinal-diacre de S. Maria ad Martyres
- Luigi Maria Torregiani  Cardinal-dicare de S. Agata in Suburra
- Giovanni Costanzio Caracciolo  Cardinal-dicare de S. Eustachio
- Andrea Negroni  Cardinal-dicare de SS. Vito e Modesto
- Benedetto Veterani Cardinal-diacre de SS. Cosma e Damiano
- Giovanni Battista Rezzonico Cardinal-dicare de S. Nicola in Carcere Tulliano
- Antonio Casali (December 12, 1770)  Cardinal-diacre de S. Giorgio in Velabro; prefect of the S.C. of Good Government
- Pasquale Acquaviva d'Aragona  Cardinal-dicare de S. Maria in Aquiro
- Francesco D'Elci Cardinal-diacre de S. Angelo in Pescheria

### Absents
- Giuseppe Pozzobonelli – Cardinal-prêtre de S. Lorenzo in Lucina
- Franz Konrad von Rodt  – Cardinal-prêtre de S. Maria del Popolo
- Francisco de Saldanha da Gama  – Cardinal-diacre
- Buenaventura de Córdoba Espínola de la Cerda  – Cardinal-prêtre de S. Lorenzo in Panisperna
- Jean-François-Joseph de Rochechouart Cardinal-prêtre de S. Eusebio
- Louis-César-Constantine de Rohan-Guéménée  – Cardinal-prêtre
- João Cosme da Cunha, C.R.S.A. - Cardinal-prêtre
- Charles-Antoine de La Roche-Aymon  – Cardinal-prêtre
- Leopold Ernst von Firmian  – Cardinal-prêtre

### Morts pendant le sede vacante
- Giovanni Francesco Stoppani  – Cardinal-évêque de Palestrina  (mort le 18 novembre 1774 à Rome)
- Ferdinando Maria de' Rossi (24 septembre 1759) – Cardinal-prêtre de S. Cecilia (mort le 4 février 1775 à Rome)